# Chuisnes
 Chuisnes  es una población y comuna francesa, en la región de  Centro, departamento de Eure y Loir, en el distrito de Chartres y cantón de Courville-sur-Eure.

## Demografía
| 579 | 542 | 573 | 694 | 782 | 815 |
| Para los censos de 1962 a 1999 la población legal corresponde a la población sin duplicidades (Fuente: INSEE [Consultar]) |     |     |     |     |     |